# Oskar Dürr
Oskar Dürr (* 24. Juli 1877; † 1959) war vom 24. November 1918 bis zum 13. April 1919 Stadtkommandant von München.

## Leben
Dürr lernte den Beruf des Steindruckers, war Kaufmann, Funktionär der Ortskrankenkasse und Gutsverwalter der SPD. 1898 bekleidete er das Amt eines russischen Vizekonsuls in München. Ab 1911 leitete er die Sektion Neuhausen des Sozialdemokratischen Vereins München. Am 2. Dezember 1918 erklärten Dürr und der Kommandeur des Königlich Bayerischen Infanterie-Leib-Regiments, Franz Ritter von Epp: »Zur Beseitigung gegenteiliger beunruhigender Gerüchte, geben wir bekannt, dass das Inf. Leibregiment sich mit Einschluss seiner Offiziere zur Aufrechterhaltung der öffentlichen Ordnung und Sicherheit der Stadtkommandantur zur Verfügung gestellt hat.«
Am Morgen des 10. Januar 1919 wurden unter seiner Kommandantur zwölf Personen verhaftet, darunter Max Levien, Josef Sontheimer (1867–1919), Eugen Leviné, Hilde Kramer und Erich Mühsam. Als sein späterer Nachfolger als Stadtkommandant Rudolf Egelhofer daraufhin Kurt Eisner mit einer Waffe bedrohte, erklärte dieser die Gefangenen für enthaftet.
Am 19. Februar 1919 wurde Dürr während des Lotter-Putsches verhaftet.
Am 7. April 1919 rief Dürr mit dem Zentralrat und dem Revolutionären Arbeiterrat die Münchner Räterepublik aus. In der Folge des vereitelten – gegen die Räterepublik gerichteten – Palmsonntagsputsches löste Rudolf Egelhofer am 13. April 1919 Oskar Dürr als Stadtkommandant ab.
Nach dem Zweiten Weltkrieg gehörte Dürr von 1945 bis 1948 dem Münchner Stadtrat an.

## Ehrungen
- 1952: Verdienstkreuz am Bande der Bundesrepublik Deutschland